# Canariellum acutangula
Canariellum acutangula är en tvåvingeart som först beskrevs av Friedrich Hermann Loew 1860.  Canariellum acutangula ingår i släktet Canariellum och familjen svävflugor. Inga underarter finns listade i Catalogue of Life.